# ستيف بارود
ستيف بارود (بالإنجليزية: Steve Parode)‏ أميرال خلفي في بحرية الولايات المتحدة. يشغل منصب مدير المخابرات وكبير ضباط الاستخبارات ومستشار الاستخبارات الرئيسي لقائد القيادة الاستراتيجية للولايات المتحدة.
خدم على متن السفينة يو إس إس ويسكونسن (بب-64) خلال حرب الخليج الثانية ومع أسطول الولايات المتحدة السادس خلال حرب العراق وكذلك أثناء مشاركته في فرقة العمل المشتركة أزتيك سيلنس.